# Adam Dollard des Ormeaux
Adam Dollard des Ormeaux (Lumigny-Nesles-Ormeaux, 23 luglio 1635 – Long Sault, 21 maggio 1660) è stato un militare francese.

## Biografia
Poco si sa della vita di Adam Dollard des Ormeaux prima del suo arrivo in Nuova Francia. Nel mese di aprile del 1660, con il consenso di Paul Chomedey de Maisonneuve, al comando di diciassette francesi lasciò Montréal, per organizzare una spedizione contro i guerrieri irochesi. Al gruppetto si aggiunsero in seguito una quarantina di Huroni e di Algonchini.
Dopo dieci giorni di canoa lungo il fiume Ottawa, il gruppo di Dollard Des Ormeaux sistemò un campo nelle rapide di Long Sault. Il bivacco fu scoperto e attaccato da centinaia di irochesi nella battaglia di Long Sault e, dopo un assedio durato cinque giorni e dopo il tentato tradimento di alcuni huroni, i difensori francesi, compreso Dollard, furono massacrati.